# The Little Buckaroo
Pour plus de détails, voir Fiche technique et Distribution.
The Little Buckaroo est un western muet réalisé aux États-Unis le 25 février 1928 par Louis King et écrit par Oliver Drake.

## Distribution
- Buzz Barton : David Hepner
- Milburn Morante : Toby Jones
- Peggy Shaw : Ann Crauford
- Kenneth Macdonald : Jack Pemberton
- Al Ferguson : Luke Matthews
- Walter Maly : Sam Baxter
- Bob Burns : Shérif
- Florence Lee : Mme Durking